# Bronek Spigel
Baruch Spigel, pierwotnie Bronek Szpigel (ur. 4 października 1919 w Wyszogrodzie, zm. 9 maja 2013 w Montrealu) – żydowski działacz ruchu oporu w getcie warszawskim, uczestnik powstania w getcie warszawskim.

## Życiorys
Podczas powstania w getcie zdetonował na Nowolipiu jedną z dwóch min posiadanych przez bojowców (mina przez nieprawidłowe założenie wybuchła w głąb ziemi). Po wydostaniu się z getta ukrywał się po aryjskiej stronie. Uczestniczył w powstaniu warszawskim. Po wojnie zamieszkał w Kanadzie. 
W 2006 wystąpił w izraelskim filmie dokumentalnym Ostatni żydowscy powstańcy. 

## Życie prywatne
Jego żoną była Halina Bełchatowska-Spigiel.